# پتروشیمی ینبع
پتروشیمی ینبع (انگلیسی: Yanbu Petrochemical) یا ینساب شرکت صنایع پتروشیمی عربستانی است، که در سال ۲۰۰۶ توسط شرکت سابک تأسیس شد. دفتر مرکزی این شرکت در شهر ینبع قرار دارد و بخشی از سهام آن در بازار بورس تداول معامله می‌شود.